# Norbert Sattler
Norbert Sattler (Kötschach-Mauthen, 4 de outubro de 1951 – 19 de janeiro de 2023) foi um canoísta austríaco.

## Carreira
Obteve a medalha de prata na slalom K-1 em Munique 1972. No ano seguinte, conquistou o ouro na mesma prova no Campeonato Mundial.

## Morte
Sattler morreu em 19 de janeiro de 2023, aos 71 anos de idade.